# Cheiracanthium pauriense
Cheiracanthium pauriense är en spindelart som beskrevs av Majumder och Benoy Krishna Tikader 1991. Cheiracanthium pauriense ingår i släktet Cheiracanthium och familjen sporrspindlar. Inga underarter finns listade i Catalogue of Life.